# Cenomaniano
| Periodo                                                                                     | Epoca                | Piano          | Età (Ma)    |
| ------------------------------------------------------------------------------------------- | -------------------- | -------------- | ----------- |
| Paleogene                                                                                   | Paleocene            | Daniano        | Più recente |
| Cretacico                                                                                   | Cretacico superiore  | Maastrichtiano | 72,2 ±0,2   |
| Cretacico                                                                                   | Cretacico superiore  | Campaniano     | 83,6 ±0,2   |
| Cretacico                                                                                   | Cretacico superiore  | Santoniano     | 85,7 ±0,2   |
| Cretacico                                                                                   | Cretacico superiore  | Coniaciano     | 89,8 ±0,3   |
| Cretacico                                                                                   | Cretacico superiore  | Turoniano      | 93,9 ±0,2   |
| Cretacico                                                                                   | Cretacico superiore  | Cenomaniano    | 100,5 ±0,1  |
| Cretacico                                                                                   | Cretacico inferiore  | Albiano        | 113,2 ±0,3  |
| Cretacico                                                                                   | Cretacico inferiore  | Aptiano        | 121,4 ±0,6  |
| Cretacico                                                                                   | Cretacico inferiore  | Barremiano     | 125,77      |
| Cretacico                                                                                   | Cretacico inferiore  | Hauteriviano   | 132,6 ±0,6  |
| Cretacico                                                                                   | Cretacico inferiore  | Valanginiano   | 137,05 ±0,5 |
| Cretacico                                                                                   | Cretacico inferiore  | Berriasiano    | 143,1 ±0,6  |
| Giurassico                                                                                  | Giurassico superiore | Titoniano      | Più antico  |
| Suddivisione del Cretacico secondo la Commissione internazionale di stratigrafia dell'IUGS. |                      |                |             |

Nella scala dei tempi geologici, il Cenomaniano rappresenta il primo dei sei stadi stratigrafici o età in cui è suddiviso il Cretacico superiore, la seconda epoca dell'intero periodo Cretacico.
È compreso tra 99,6 ± 0,9 e 93,6 ± 0,8 milioni di anni fa (Ma), preceduto dall'Albiano (ultimo stadio del Cretacico inferiore) e seguito dal Turoniano.

## Definizioni stratigrafiche e GSSP
Lo stadio Cenomaniano fu introdotto nella letteratura scientifica dal paleontologo francese Alcide d'Orbigny nel 1847.  
Il nome deriva da Cenomanum, il nome latino della città francese di Le Mans, nel dipartimento della Sarthe, che fu originariamente prescelta come località tipo.  
La base del Cenomaniano, nonché dell'intera epoca del Cretaceo superiore, è data dalla prima comparsa negli orizzonti stratigrafici dei foraminiferi planctonici della specie Rotalipora globotruncanoides.
Il limite superiore, nonché base del successivo Turoniano, è data dalla prima comparsa della specie ammonitica Watinoceras devonense. 
Importanti fossili guida per il Cenomaniano sono le ammoniti Calycoceras naviculare, Acanthoceras rhotomagense e Mantelliceras mantelli. 

### GSSP
Il GSSP,  lo strato di riferimento della Commissione Internazionale di Stratigrafia, è localizzato in un affioramento del versante occidentale del Mont Risou, presso il villaggio di Rosans, nel dipartimento francese Hautes-Alpes. Il GSSP (coordinate: 44°23′33″N 5°30′43″E) è localizzato 36 metri al di sotto della sommità della Formazione Marnes Bleues.

## Paleoclimatologia
Nel tardo Cenomaniano il livello medio dei mari raggiunse il valore più elevato dell'intero eone Fanerozoico, cioè all'incirca degli ultimi seicento milioni di anni, posizionandosi ad un livello circa 150 metri superiore a quello attuale. La Terra era per lo più ricoperta di acque calde e basse che avevano inondato le pianure e le spianate delle terre emerse. Da questa enorme distesa d'acqua emergevano vecchie montagne, colline ed altopiani, tutti molto erosi, mentre i continenti erano per lo più separati da grandi strisce di acqua.
Data l'assenza di grandi alture, i venti non venivano smorzati e quindi il clima era caratterizzato da forti spostamenti di masse d'aria sia sulla terraferma che nelle distese marine, dove provocavano l'innalzamento di grandi onde. Questa situazione contribuì ad un elevato tasso di erosione dei rilievi e di deposito dei sedimenti.

## Paleontologia

### †Belemniti
| Belemnoidea del Cenomaniano | Belemnoidea del Cenomaniano | Belemnoidea del Cenomaniano | Belemnoidea del Cenomaniano | Belemnoidea del Cenomaniano |
| Taxa                        | Presenza                    | Localizzazione              | Descrizione                 | Immagine                    |
| --------------------------- | --------------------------- | --------------------------- | --------------------------- | --------------------------- |
| Hibolites                   |                             |                             |                             |                             |

### †Anchilosauri
| Ankylosauria del Cenomaniano | Ankylosauria del Cenomaniano                | Ankylosauria del Cenomaniano                        | Ankylosauria del Cenomaniano | Ankylosauria del Cenomaniano |
| Taxa                         | Presenza                                    | Localizzazione                                      | Descrizione | Immagine                     |
| ---------------------------- | ------------------------------------------- | --------------------------------------------------- | --- | ---------------------------- |
| - Acanthopholis              | Dall'Albiano o Aptiano fino al Cenomaniano. | Upper Greensand Group, Cambridgeshire, Inghilterra. | Nodosauride con una corazza di placche ovali disposte quasi orizzontalmente sulla pelle, con aculei sporgenti all'altezza del collo e delle spalle, disposti lungo la colonna vertebrale. Le dimensioni erano di 3-5,5 metri di lunghezza con un peso attorno ai 380 kg.        |                              |
| - Animantarx                 | Dal Cenomaniano al Turoniano.               | Cedar Mountain Formation, Utah, USA.                | Ritenuto un anchilosauro nodosauride, anche se le relazioni all'interno di questa famiglia sono ancora incerte. |                              |
| - Nodosaurus                 |                                             | Wyoming, Kansas, USA.                               | Anchilosauro nodosauride lungo da quattro a sei metri, con placche osteoderme che ricoprivano la parte superiore del corpo. È possibile che avesse anche aculei sui fianchi. Aveva quattro zampe corte dotate di cinque dita, collo corto e rigido, coda senza mazza terminale. |                              |
| - Stegopelta                 | Dal tardo Albiano al Cenomaniano inferiore. | Frontier Formation, Wyoming, USA.                   | Genere di nodosauride poco conosciuto. |                              |
| - Tsagantegia                |                                             | Baynshiree Svita Formation, Dzun-Bayan, Mongolia.   | Anchilosauride noto dai resti del cranio. |                              |
| - Zhejiangosaurus            |                                             | Chaochuan Formation, Zhejiang, Cina.                | Nodosauride |                              |
| - Zhongyuansaurus            |                                             | Ruyang, Henan, Cina.                                | Nodosauride |                              |

### †Ornitopodi
| Ornithopoda del Cenomaniano | Ornithopoda del Cenomaniano | Ornithopoda del Cenomaniano                                 | Ornithopoda del Cenomaniano                                                                          | Ornithopoda del Cenomaniano |
| Taxa                        | Presenza                    | Localizzazione                                              | Descrizione                                                                                          | Immagine                    |
| --------------------------- | --------------------------- | ----------------------------------------------------------- | --- | --------------------------- |
| Anabisetia                  |                             | Cerro Lisandro Formation, Neuquén, Argentina.               | Piccolo bipede erbivoro lungo quasi due metri.                                                       |                             |
| Bihariosaurus               |                             | Distretto di Bihor, Romania.                                | Iguanodonte simile al Camptosaurus.                                                                  |                             |
| Eolambia                    | Albiano-Cenomaniano         | Utah, USA.                                                  | Iguanodonte.                                                                                         |                             |
| Gadolosaurus                |                             | Mongolia                                                    | |                             |
| Notohypsilophodon           | Cenomaniano-Turoniano       | Bajo Barreal Formation, Chubut, Argentina.                  | Hypsilophodontide o altro ornitopode basale, era un erbivoro bipede le cui dimensioni non sono note. |                             |
| Oryctodromeus               |                             | Blackleaf Formation, Montana, e Wayan Formation, Idaho, USA | Hypsilophodonte che scavava tane.                                                                    |                             |
| Protohadros                 |                             | Flower Mound, Texas, USA.                                   | Adrosauro primitivo della lunghezza di sei metri.                                                    |                             |
| Shuangmiaosaurus            | Cenomaniano-Turoniano       | Cina                                                        | Iguanodonte poco noto.                                                                               |                             |

### †Plesiosauri
| Plesiosauria del Cenomaniano | Plesiosauria del Cenomaniano | Plesiosauria del Cenomaniano           | Plesiosauria del Cenomaniano | Plesiosauria del Cenomaniano |
| Taxa                         | Presenza                     | Localizzazione                         | Descrizione | Immagine                     |
| ---------------------------- | ---------------------------- | -------------------------------------- | --- | ---------------------------- |
| Plesiopleurodon              |                              | Scisti di Belle Fourche, Wyoming, USA. | Polycotylide caratterizzato da una sinfisi mandibolare (symphysis menti) piuttosto lunga con otto paia di denti di sezione quasi circolare, lisci sulla superficie esterna (tranne che alla base), nervature delle vertebre cervicali a un solo capo (doppie nei pliosauri giurassici) e una lunga barra interpettorale sul coracoide. |                              |

### †Sauropodi
| Sauropoda del Cenomaniano | Sauropoda del Cenomaniano | Sauropoda del Cenomaniano                 | Sauropoda del Cenomaniano | Sauropoda del Cenomaniano |
| Taxa                      | Presenza                  | Localizzazione                            | Descrizione               | Immagine                  |
| ------------------------- | ------------------------- | ----------------------------------------- | ------------------------- | ------------------------- |
| Argentinosaurus           |                           | Formazione Río Limay, Neuquén, Argentina. |                           |                           |

### Teropodi
| Theropoda del Cenomaniano | Theropoda del Cenomaniano | Theropoda del Cenomaniano                   | Theropoda del Cenomaniano | Theropoda del Cenomaniano |
| Taxa                      | Presenza                  | Localizzazione                              | Descrizione               | Immagine                  |
| ------------------------- | ------------------------- | ------------------------------------------- | ------------------------- | ------------------------- |
| Bahariasaurus             |                           | Oasi di Bahariya, Egitto; Niger.            |                           |                           |
| Carcharodontosaurus       |                           | Marocco; Niger.                             |                           |                           |
| Deltadromeus              |                           | Marocco.                                    |                           |                           |
| Enigmosaurus              |                           | Mongolia.                                   |                           |                           |
| Giganotosaurus            |                           | Rio Limay, Argentina.                       |                           |                           |
| Mapusaurus                |                           | Huincul Formation, Argentina.               |                           |                           |
| Oxalaia                   |                           | Brasile.                                    |                           |                           |
| Siamosaurus               |                           | Thailandia.                                 |                           |                           |
| Sigilmassasaurus          |                           | Tafilalet, Marocco.                         |                           |                           |
| Spinosaurus               |                           | Oasi di Bahariya, Egitto; Tunisia; Marocco. |                           |                           |
| Unenlagia                 |                           | Comahue, Argentina.                         |                           |                           |
| Enantiophoenix            |                           | Nammoura, Ouadi al Gabour, Libano.          |                           |                           |

## Caratteristiche
È in questa epoca (intorno a 95 milioni di anni fa) che secondo alcune teorie http://www.pnas.org/cgi/content/full/100/3/1056/F2 viene collocata la linea di separazione fra:
- Euarchontoglires comprendenti:
  - Glires - clade comprendente roditori e lagomorfi
  - Euarchonta - clade comprendente Scandentia o tupaie, Dermoptera, Plesiadapiformes e Primates-

- Laurasiatheria comprendenti:
  - Erinaceomorpha: ricci e gimnure
  - Soricomorpha: talpe, toporagni, solenodonti (cosmopoliti)
  - Artiodactyla: (ungulati a dita pari, comprendenti maiali, ippopotami, cammelli, giraffe, cervi, antilopi, bovini, pecore, capre)
  - Cetacea: (balene, delfini e focene)
  - Chiroptera: pipistrelli (cosmopoliti)
  - Carnivora: carnivori (canidi, felidi, mustelidi)
  - Perissodactyla: ungulati a dita dispari
  - Pholidota: pangolini o formichieri squamosi (Africa, Asia meridionale)).

In altre parole, la linea di separazione fra antenati dell'uomo e antenati di altri mammiferi placentati (carnivori, grandi erbivori, pipistrelli, cetacei ed altri) ovvero l'epoca in cui si presume sia vissuto l'antenato comune fra questi due superordini, ovvero il primo appartenente al clade dei Boreoeutheria (comprendente i due superordini suddetti).